# 博热地区吕埃
博热地区吕埃（法語：Lué-en-Baugeois，法語發音：[lɥe ɑ̃ boʒwa] ⓘ）是法国曼恩-卢瓦尔省的一个旧市镇，属于昂热区。2016年1月1日，博热地区吕埃和相邻的另外3个市镇合并为新市镇雅尔泽维拉日（Jarzé Villages）。

## 地理
博热地区吕埃（47°31'31"N, 0°16'47"W）面积7.42 平方千米，位于法国卢瓦尔河地区大区曼恩-卢瓦尔省，该省份为法国西部内陆省份，大致对应安茹地区，北起顺时针与马耶讷省、萨尔特省、安德尔-卢瓦尔省、维埃纳省、德塞夫勒省、旺代省、大西洋卢瓦尔省和伊勒-维莱讷省接壤。
与博热地区吕埃接壤的市镇（或旧市镇、城区）包括：博内、肖蒙当茹、科尔尼耶莱卡沃、马泽-米隆、雅尔泽维拉日、塞迈斯。

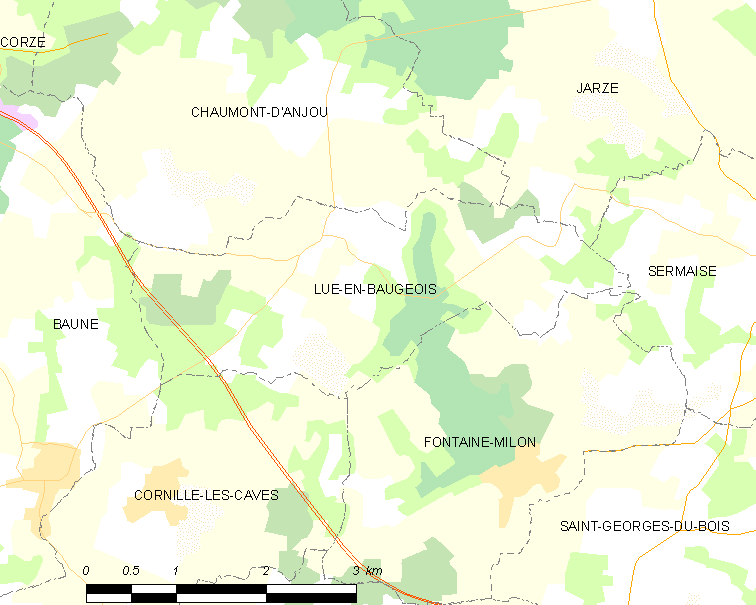
博热地区吕埃的OSM定位图

博热地区吕埃的时区为UTC+01:00、UTC+02:00（夏令时）。

## 行政
博热地区吕埃的邮政编码为49140，INSEE市镇编码为49185。

## 政治
博热地区吕埃所属的省级选区为昂热第六县。

## 人口

1962-2008年间博热地区吕埃人口变化图示

博热地区吕埃于2018年1月1日时的人口数量为327人。